# 四辻公遠
四辻 公遠（よつつじ きんとお/きみとお）は、戦国時代から安土桃山時代にかけての公卿・書家。

## 経歴
天文9年（1540年）、権大納言・四辻季遠の子として誕生。
永禄6年（1563年）参議、元亀元年（1570年）権中納言、天正7年（1579年）権大納言を歴任し、天正8年（1580年）正二位に至る。
文禄4年（1595年）、薨去。

## 系譜
- 父：四辻季遠
- 母：女官 - 得選
- 妻：杉原氏 - 家女房?
  - 女子：桂岩院（?-1604） - 上杉景勝側室
- 生母不明の子女
  - 男子：鷲尾隆尚（1566-1608） - 始め四辻家を相続（四辻季満）のち鷲尾家を相続
  - 男子：小倉季藤
  - 男子：四辻季継（1581-1639） - 始め山科家を相続（山科教遠）のち四辻家を相続
  - 男子：猪熊教利（1583-1609） - 始め高倉家を相続（高倉範遠）のち山科家を相続（山科教利）し、さらに勅命により別家
  - 男子：藪嗣良（1593-1653）
  - 男子：猪熊季光（?-?）
  - 女子：四辻与津子（1589[3]-1639） - 後水尾天皇典侍